# UFC 20
UFC 20: Battle for the Gold foi um evento de artes marciais mistas promovido pelo Ultimate Fighting Championship, ocorrido em 7 de maio de 1999 no Boutwell Auditorium, em Birmingham, nos Estados Unidos.

## Background
O UFC 20 foi o evento final do que o UFC chamava de "Caminho para o Título Peso-Pesado", um torneio que durou quatro eventos, feito para determinar o Campeão Peso-Pesado após Randy Couture vagar o título (devido a uma disputa contratual com o UFC). Os árbitros para o evento foram Mario Yamasaki (primeira vez no pay-per-view do UFC) e John McCarthy.

## Resultados
Nota 1 Pelo Cinturão Peso-Pesado do UFC.

## Ligações Externas
- Resultados do UFC 20 no Sherdog.com